# Merseyrail

Liniennetzplan von Merseyrail (Stand Okt. 2023)

Merseyrail ist ein S-Bahn-ähnliches Eisenbahnnetz, das Liverpool mit Birkenhead und weiteren Vororten verbindet. Es entstand in den 1970er Jahren, als verschiedene bestehende Vorortbahnen elektrifiziert und mit zwei neugebauten Tunneln unter dem Zentrum Liverpools miteinander verbunden wurden. Das System nutzt seitliche, von oben bestrichene Stromschienen, die mit einer Gleichspannung von 750 Volt gespeist werden.

## Linien
Merseyrail besteht aus zwei sich verzweigenden Linien, Northern Line und Wirral Line, mit einer Gesamtlänge von 120 km und 67 Stationen. Eine dritte Linie, die vom Verkehrsverbund Merseytravel City Line genannt wird, wird nicht von Merseyrail, sondern von Northern Rail und London Midland betrieben. Montags bis freitags nutzen täglich rund 100.000 Fahrgäste das Merseyrail-Netz.

### Northern Line
Die Northern Line verkehrt parallel zum River Mersey in Nord-Süd-Richtung und verbindet Liverpool mit Kirkby, Ormskirk und Southport. Dabei starten die Züge im Süden Liverpools an der Station Hunts Cross und werden nach Southport durchgebunden. Die beiden anderen nördlichen Zweige, nach Kirkby und Ormskirk, werden am Bahnhof Liverpool Central eingesetzt. Werktags werden die Verbindungen im 15-Minuten-Takt betrieben, abends und am Sonntag im 30-Minuten-Takt. In den Hauptverkehrszeiten und an Sonntagen in den Sommermonaten werden auf der Relation Liverpool Central und Southport zusätzliche Verstärkerzüge eingesetzt. Umsteigemöglichkeiten zur Wirral Line gibt es an den beiden Untergrundstationen Liverpool Central und Moorfields. Bei Fußballspielen in den Stadien Goodison Park und Anfield, wird von der Station Sandhills aus ein Sonderbusverkehr eingesetzt. Von der Station Liverpool South Parkway besteht sowohl Anschluss an die City Line, als auch an Busverkehr zum Liverpool John Lennon Airport.
Eine Verlängerung nach Headbolt Lane, etwas östlich von Kirkby, wurde am 5. Oktober 2023 in Betrieb genommen. Der bisherige Verkehr mit Dieseltriebzügen von Northern Trains endet seitdem dort statt in Kirkby.

### Wirral Line

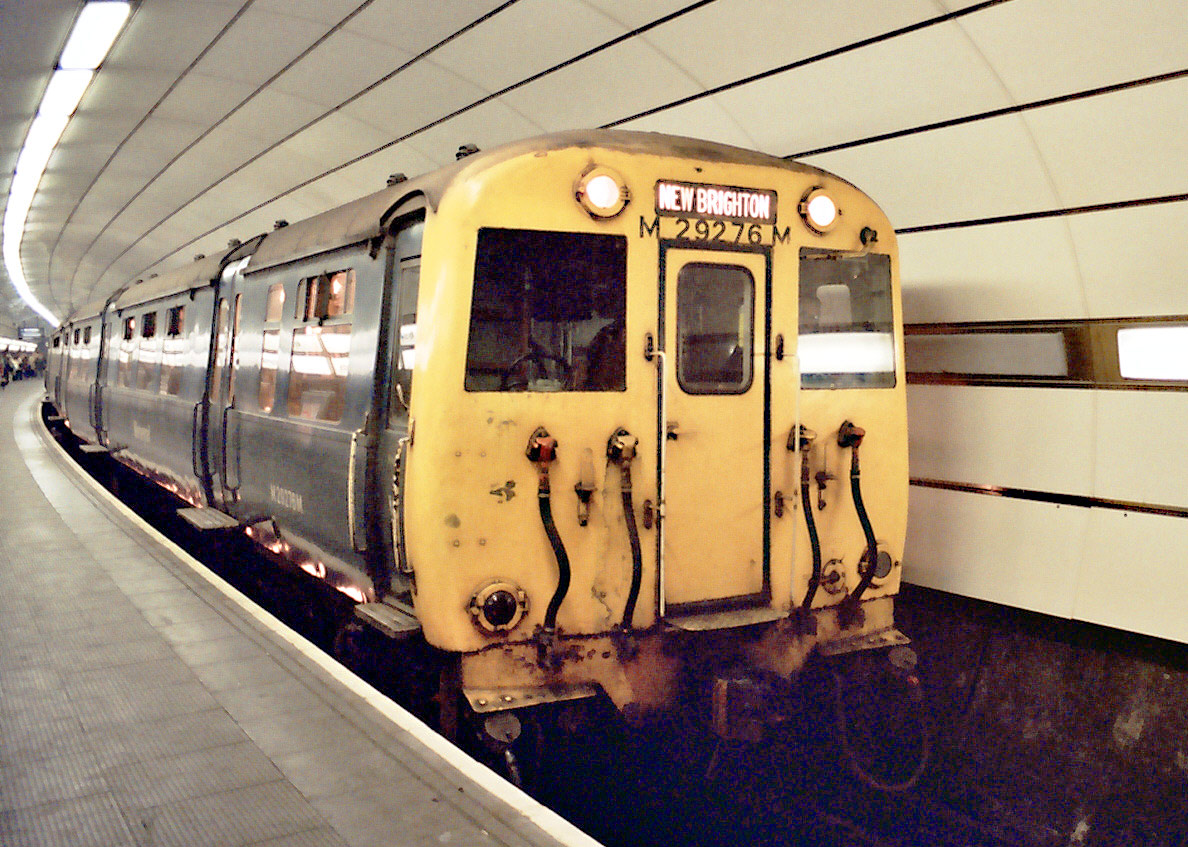
Zug der Baureihe 503 mit nachgerüsteter Fronttür im „Loop“ der Wirral Line (vor 1985)

Bahnstrecken im Zentrum mit dem Merseytunnel und der Endschleife „Loop“ (1977)

Die Wirral Line gehört zu den ältesten unterirdischen Bahnen der Welt. Sie verbindet das Zentrum Liverpools mit Zielen auf der anderen Seite des Mersey: Birkenhead, New Brighton, West Kirby, Chester und Ellesmere Port. Dabei werden die Verzweigungen auf der Wirral Halbinsel im Bahnhof Hamilton Square in Birkenhead zusammengeführt und unterqueren anschließend in einer, in den 1970er Jahren gebauten, eingleisigen unterirdischen Endschleife („Loop“) im Uhrzeigersinn die Liverpooler Innenstadt. Dabei besteht neben den Umsteigemöglichkeiten zur Northern Line eine Station am Fernverkehrsbahnhof Liverpool Lime Street, von dem auch die Züge der City Line abfahren. Neben Chester, das Verbindungen zum Fernverkehr bietet, gibt es zwei Stationen mit weiteren Anschlussmöglichkeiten. Von Ellesmere Port besteht eine Verbindung nach Warrington und von Bidston startet die Borderlands Line nach Wrexham. Werktags werden die Verbindungen tagsüber im 15-Minuten-Takt betrieben, abends sowie sonn- und feiertags zumeist im 30-Minuten-Takt.
Die 2,7 Kilometer lange Tunnelstrecke unter dem Mersey wurde bereits 1886 mit Dampflokomotiven in Betrieb genommen. 1903 wurde die Mersey Railway bis Birkenhead Park und Rock Ferry elektrifiziert. Im Mai 1977 wurde der „Loop“ eröffnet, bis dahin endeten die Züge im Bahnhof James Street.

## Betreiber
Der Betrieb wird seit der Privatisierung der Staatsbahn British Rail an Drittunternehmen vergeben. Bis 2005 erfolgte die Vergabe durch die Strategic Rail Authority, seitdem durch die regionale Verkehrsbehörde Merseytravel (Merseyside Passenger Transport Executive). Von 1997 bis 1999 fungierte Merseyside Transport Ltd aus der Unternehmensgruppe M.T.L. Holdings als Betreiber, anschließend übernahm Arriva Trains Merseyside die Leistungen.
2002 schrieb Merseytravel den Betrieb der Leistungen erneut europaweit aus. Erfolgreicher Bieter war mit Merseyrail Electrics Ltd eine gemeinsame Tochtergesellschaft der Unternehmen Serco und Abellio (wiederum eine Tochter der Nederlandse Spoorwegen), die die Merseyrail-Leistungen zum 20. Juli 2003 übernahm. Der abgeschlossene Verkehrsvertrag hat eine Laufzeit von 25 Jahren. Die Transport UK Group (TUK) nahm im Februar 2023 seinen Betrieb auf, als es im Rahmen eines Management-Buy-outs die britischen Vermögenswerte von Abellio erwarb.
Eigentum und Betrieb des Netzes ist in den Händen von Network Rail (seit 2002 Nachfolger von Railtrack). 2005 hatte Merseytravel bei der britischen Regierung eine Übertragung des Netzes beantragt, dies wird allerdings von Network Rail abgelehnt.

## Fahrzeuge
Der Bestand aus Dreiwagenzügen der Baureihen 507 und 508 wird seit Anfang 2023 durch 53 neue vierteilige Gliederzüge der Baureihe 777 von Stadler Rail abgelöst. Die neuen Triebzüge sind Zweisystemfahrzeuge und können mit Batterien ausgerüstet werden, sodass das Netz von Merseyrail auf andere Strecken ausgeweitet werden kann. Nachdem ursprünglich der Einsatz ab Ende 2022 vorgesehen war, werden die Fahrzeuge seit dem 23. Januar 2023 im Plandienst eingesetzt. Anfang Juli 2024 hatten bereits 38 der neuen Züge ihre Betriebsgenehmigung, bis zum Jahresende soll die Flotte komplett sein und die Baureihe 507 vollständig außer Dienst gestellt werden.
| Baureihe      | Bild                                                   | Typ                  | Vmax     | Wagen | Länge           | Anzahl                                 | Baujahre      | Einsatzzeit                                       |
| ------------- | ------------------------------------------------------ | -------------------- | -------- | ----- | --------------- | -------------------------------------- | ------------- | ------------------------------------------------- |
| abgestellt    |                                                        |                      |          |       |                 |                                        |               |                                                   |
| 502           | Baureihe 502 in Sandshill (1979)                       | Triebwagen (Elektro) | 110 km/h | 2 3   | 40,54 m 60,71 m | 152 Wagen insg.                        | 1939–1941     | 1939–1980 (Northern Line)                         |
| 503           | Zwei dreiteilige Baureihe 502 in Rock Ferry (1983)     | Triebwagen (Elektro) | 105 km/h | 3     | 53,92 m         | 19 und 24                              | 1938 und 1956 | 1938–1985 (Wirral Line) 1977–1981 (Northern Line) |
| 508           | Baureihe 508 in Birkenhead North                       | Triebwagen (Elektro) | 120 km/h | 3     | 60,63 m         | 43 ab 2010: 27 (2002–2004 refurbished) | 1979/1980     | 1979–2023                                         |
| im Plandienst |                                                        |                      |          |       |                 |                                        |               |                                                   |
| 507           | Baureihe 507 in der Schleife der Wirral Line           | Triebwagen (Elektro) | 120 km/h | 3     | 60,63 m         | 9 (Juli 2024)                          | 1978–1980     | 1978–2024                                         |
| 507           | Baureihe 507 in der Schleife der Wirral Line           | Baureihe 507         |          |       |                 |                                        |               |                                                   |
| 777 METRO     | Baureihe 777 beim Hersteller Stadler in St. Margrethen | Triebwagen (Elektro) | 120 km/h | 4     | 64,98 m         | 53 (+60 als Option)                    | 2018–2022     | 2023–                                             |
| 777 METRO     | Baureihe 777 beim Hersteller Stadler in St. Margrethen | Baureihe 777 Metro   |          |       |                 |                                        |               |                                                   |